# Jacques Mennessons
Jacques Mennessons, conocido también como Mennson, fue un escultor y pintor francés, nacido en París el año 1923 y fallecido el 1983 en la misma ciudad. Fue miembro de la segunda Escuela de París. Después de la capacitación técnica, optó por los maestros Albert Gleizes y Henri Laurens. Su obra evolucionó desde el expresionismo a la abstracción lírica para alcanzar el arte concreto organizado por los números.